# 11:14
«11:14» (англ. 11:14) — американська чорна інді-комедія режисера Грега Маркса, знята у 2003 році. Фільм ґрунтується на грі з сюжетними лініями і паралельними оповідями.

## Сюжет
Фільм складається з кількох взаємозв'язаних історій, які сходяться об 11:14 вечора в маленькому містечку Міддлтон. Зв'язків між подіями відразу не видно, але поступово всі історії пов'язуються.

### Перша Історія
Час — 11:13 - 11:33
Молодий хлопець Джек (Генрі Томас), перебуваючи у нетверезому стані й розмовляючи за кермом по мобільному телефону, їде по нічному шосе. Годинник на приладовій панелі показує 11:13 вечора. Коли автомобіль проїжджає під мостом, на машину падає і розбиває лобове скло щось важке. ЧАС - 11:14. Джек перелякано зупиняє машину, крізь розбите скло він бачить дорожній знак, який попереджає, що в даному місці олені часто переходять дорогу. Він виходить, щоб поглянути, що трапилось, і знаходить тіло з кривавим місивом замість голови поряд з автомобілем. Джек у паніці. У цей час до нього наближається інший автомобіль. Джек щосили намагається сховати тіло, перетягнувши його за машину. Автомобіль зупиняється поруч з ним, водій Норма (Барбара Херші) вирішує, що Джек збив оленя. Норма пропонує зателефонувати в поліцію, оскільки вона має мобільний телефон і дружить з начальником поліції. Вона пропонує Джеку поїхати до неї додому, щоб почекати на поліцію, але Джек відмовляється. Після цього Норма від'їжджає, телефонуючи до поліції, а Джек вирішує сховати тіло в багажник свого автомобіля. Він загортає труп у простирадло і кладе його до багажника. Джек сідає в машину і збирається рушати, але раптом помічає поліцейську машину, що зупинилася поряд. Поліцейський Ханнаган (Кларк Грегг) просить Джека пред'явити права, але у Джека їх із собою не виявляється. Ханнаган вираховує у базі даних, що Джека позбавлено прав. Він арештовує Джека за водіння без прав і в нетверезому стані та просить його відкрити багажник. У багажнику Ханнаган виявляє труп, загорнутий у тканину. Спершу він думає, що це збитий олень, але потім помічає, що це людське тіло. Він зв'язує Джекові руки ремінцем і наказує посунутися двом людям, які сидять на задньому сидінні патрульної машини, хлопцю Даффі (Шон Хетосі) і дівчині Баззі (Гіларі Свонк). Баззі відмовляється посунутися, через що між нею та Ханнаганом починається суперечка, а в цей час Джек розрізає кишеньковим ножиком ремінець і втікає. Ханнаган кидається за ним у погоню. Він не зачиняє свій автомобіль, Даффі і Баззі також утікають. Через темні хащі Джек добігає до будинку Норми, яка шукає свого чоловіка Френка (Патрік Свейзі), який пішов розвідати, чи живий олень, якого збив Джек; їй щойно подзвонили та сповістили, що їхня дочка Шері (Рейчел Лі Кук) загинула в аварії. Підбігає Ханнаган. Норма, зіставивши пригоду, яка трапилася з Джеком і загибель Шері, вирішує, що Джек винен у смерті її дочки. Джек знову тікає, він біжить через кладовище, розташоване поряд з будинком, але спотикається об щось і падає. Лежачи долі, він повертає голову і бачить, що це куля для боулінгу, на якій написано " ДАФФІ" ("DUFFY"). Ханнаган і Норма наздоганяють Джека. Його заарештовано.

### Друга Історія
Час — 11:09 - 11:29
Підлітки Тім (Старк Сендс), Марк (Колін Генкс) і Едді (Бен Фостер) їздять містом на фургоні матері Марка, котрий Марк узяв без дозволу. Вони хуліганять: Едді кидає в дорожній знак пляшку з вершковим кремом, Марк кидає пончик у лобове скло автомобіля, який мчить назустріч, а Тім підпалює книжку і викидає її з вікна на тротуар. Едді, випивши забагато, починає мочитися з вікна фургона. Марк відволікається на нього і збиває Шері, яка переходить дорогу. ЧАС - 11:14. Хлопці зупиняються і стоять у розгубленості. До мертвої скривавленої Шері, яка лежить на асфальті, підбігає Даффі. Хлопці, побачивши у нього револьвер, лякаються і втікають. Даффі стріляє їм навздогін. Двері фургона, різко зачинившись, відрізають пеніс у Едді. Від'їхавши на деяку відстань, Тім приймає рішення повернутися, щоб знайти член. Він змушує Марка зупинити фургон і зачекати, доки він не повернеться. По дорозі до місця аварії Тім бачить патрульну машину з Даффі на задньому сидінні, яка від'їжджає звідти. Прийшовши на місце наїзду, Тім виявляє карету «швидкої» і двох санітарів, Леона (Джейсон Сігел) і Кевіна (Рік Гомес). Поки вони курять, Тім залазить у машину і забирає коробку із членом. Проте Леон і Кевін затримують його і вимагають розповісти правду. Тім намагається вирватись, але санітари його не пускають, коробка падає додолу і член випадає. Раптом підходить Френк і вимагає розповісти, де його донька Шері. Скориставшись моментом, Тім виривається, хапає член і тікає. Леон кидається за ним у погоню. Марк та Едді підбирають його на фургоні. Хлопцям вдається втекти.

### Третя історія
Час — 11:04 - 11:24
Френк, провівши свою доньку Шері, яка поїхала на його машині, пізно ввечері вигулює свого собаку. Проходячи через кладовище, він знаходить ключі від машини Шері. За декілька метрів стоїть могила, поруч із якою Френк виявляє труп колишнього хлопця Шері Арона (Блейк Герон). Вважаючи, що вбивство скоїла дочка, Френк вирішує позбутися трупа, скинувши його з мосту. Він кладе його до багажника автомобіля Арона і вирушає до мосту. По дорозі до мосту назустріч йому мчить фургон, об лобове скло Френка розбивається пончик, кинутий з фургона. Прибувши на міст, Френк витягає тіло з багажника. Раптом наближається автомобіль Даффі, теперішнього хлопця Шері. Френк ховається від нього за машину. Даффі проїжджає, Френк скидає тіло з мосту, воно падає на машину Джека (ЧАС - 11:14). Маліґан, собака Френка, хапає вимащену кров'ю сорочку господаря й тікає. Френк женеться за ним і раптом лунають постріли. Френк озирається і бачить, як з віддаленої вулиці на повній швидкості несеться фургон (Марк, Тім та Едді, які втікають від Даффі). Френк наздоганяє Маліґана, забирає сорочку. По дорозі додому він бачить на тротуарі догоряючу книжку (яку викинув Тім у попередній історії). Френк запалює сорочку від неї. Під'їжджає його дружина Норма, підбирає його, розповідає про випадок під мостом і просить з'ясувати, чи вижив олень. По дорозі додому Френк і Норма з вікна автомобіля бачать ДТП на перехресті біля кладовища. Приїхавши додому, Френк на прохання Норми йде дізнатись про оленя. Він іде стежкою від свого будинку до кладовища, яке розташоване поряд. Френк дивиться на аварію біля кладовища і раптом заклякає: поряд з місцем аварії він бачить свій автомобіль, який донька взяла у нього. Френк здогадується, що...

### Четверта історія
Час — 10:59 - 11:19
Баззі працює в магазині пізно вночі. Приходить Даффі і розповідає їй, що його дівчина Шері вагітна і їм потрібні гроші на аборт. До магазину заходять Едді та Марк, купують пончики й випивку та йдуть. Даффі і Баззі вирішують вкрасти $500 в магазині, інсценувавши пограбування. До магазину заходить Шері, вона просить Даффі поговорити з нею віч-на-віч. Вони усамітнюються в комірчині. Даффі залишає свій револьвер на прилавку. Баззі бавиться з револьвером Даффі, і випадково стріляє. Куля пробиває скляні двері комірчини, ледь не зачепивши Даффі і Шері. Вони перелякано виходять із комірчини, Даффі забирає револьвер у Баззі. Шері просить у Даффі його куртку, бо вона змерзла і йде. Баззі, побоюючись втратити роботу, просить Даффі вистрелити їй у руку, щоб все виглядало, як справжній грабіж. Даффі наважується і поранює Баззі, а потім набирає для неї 911 і тікає. Вийшовши з магазину, він пригадує, що ключі від машини були у куртці, яку він одягнув на Шері і його огортає відчай, але потім він помічає, що машина відчинена і ключі лежать на сидінні. Він гадає, що Шері здогадалася витягнути ключі з кишені та залишити їх йому, й полегшено зітхає. Йому ледве вдається втекти з місця «злочину». Він проїжджає мостом і бачить на узбіччі машину Арона, за якою ймовірно хтось ховається. Даффі під'їжджає до перехрестя біля кладовища і бачить Шері на машині її батька. Він припарковується і показує їй гроші на аборт. Щоб завести заглохлий автомобіль Шері, Даффі бере з заднього сидіння з'єднувальний дріт і виявляє, що кудись зникла його іменна куля для боулінгу. Шері виходить із машини і йде до нього. На середині дороги в неї дзвонить телефон, вона зупиняється і її збивають Марк, Тім і Едді на фургоні (ЧАС - 11:14). Побачивши револьвер у Даффі, хлопці втікають, Даффі стріляє їм навздогін. Відразу ж під'їжджає поліцейська машина. Офіцер Ханнаган примушує Даффі кинути зброю й саджає його до патрульної машини. Оглянувши труп Шері, Ханнаган помічає на узбіччі відірваний людський пеніс. Прибуває "швидка". Ханнаган допитує Даффі про подробиці ДТП, а також повідомляє, що до поліцейського відділку надійшов дзвінок, у якому повідомлялося про пограбування магазину і давалися детальні прикмети грабіжника. Ханнаган викликає Баззі, якій надають медичну допомогу в машині «швидкої» та запитує її, чи це той самий грабіжник. Він здогадується, що Баззі та Даффі — спільники і заарештовує обох. Диспетчер просить Ханнагана під'їхати до мосту, під яким сталося ще одне ДТП (див. першу історію).

### П'ята історія
Час — 10:54 - 11:14
Шері лежить на ліжку і розмовляє з подругою по телефону. З їхньої розмови випливає, що Шері не знає, від кого у неї дитина — від Даффі чи від Арона, від обох хлопців вона вимагає гроші на аборт. Арон під'їжджає до її будинку і сигналить. Шері виходить, вони йдуть на кладовище, щоб зайнятися сексом. Вони лягають під пам'ятник з масивною статуєю на верхівці і починають кохатися. Шия статуї тріскається, голова статуї падає на Арона і вбиває його, розчавивши йому голову. Шері відразу тікає, впустивши ключі від своєї машини, які згодом знаходить Френк, гуляючи з собакою. Вона вирішує підставити Даффі. Вона телефонує подрузі і розповідає їй, буцімто Даффі побачив їх разом з Ароном і страшенно розлютився. У Шері визріває план: підкинути кулю для боулінгу Даффі поруч з Ароном, ніби Даффі розтрощив йому голову кулею через ревнощі. Куля знаходиться в автомобілі Даффі. Прийшовши додому, Шері починає шукати ключі від своєї машини, не знаючи, що вона їх загубила на кладовищі. Не знайшовши ключів, вона просить автомобіль у свого батька. Від Едді та Марка, які проїжджають повз на фургоні, вона дізнається, що Даффі знаходиться у магазині, де працює Баззі. Шері приїжджає до магазину і заходить усередину. Вони з Даффі усамітнюються в комірчині. Там вона починає його цілувати і нишпорити руками по його кишенях, вишукуючи ключі від машини, щоб дістати кулю. Вона намацує ключі в кишенях його куртки, раптом лунає постріл. Даффі і Шері виходять з комірчини, Даффі забирає револьвер у Баззі, яка бавилася з ним і випадково вистрелила. Шері просить у Даффі його куртку, бо вона нібито змерзла. Вийшовши з магазину, Шері відчиняє автомобіль і забирає кулю. Коли вона сідає в автомобіль і хоче поїхати, він не заводиться. Шері "прикурює" свій автомобіль від акумулятора автомобіля Даффі. Вона поспіхом залишає ключі від автомобіля на сидінні. Від'їжджаючи від магазину, вона крізь вікно бачить, як Даффі стріляє у руку Баззі. Шері телефонує до поліції, повідомляє про пограбування магазину і дає прикмети Даффі. Під'їжджаючи до кладовища, вона бачить, як від нього від'їжджає автомобіль Арона. Прийшовши на кладовище, Шері з жахом помічає, що тіло Арона зникло, викидає кулю і тікає з кладовища. Вона сідає в машину і намагається поїхати, але її автомобіль не заводиться. Шері у розпачі. Вона телефонує Джекові й просить його негайно під'їхати і забрати її. З їхнього діалогу стає відомо, що Шері взагалі не вагітна, істинний її намір - отримати гроші від обох хлопців і втекти з міста з Джеком. Даффі під'їжджає з протилежного боку перехрестя, бачить Шері і кличе її, показуючи гроші. Шері кладе слухавку і починає переходити вулицю. В цей момент знову дзвонить мобільний, вона зупиняється посеред дороги, щоб натиснути кнопку, і цієї ж миті її збиває фургон Марка, Тіма і Едді. На мобільному телефоні Шері, який випав з її рук, висвічується час - 11:14...

## Критика
На 9 травня 2010 року, авторитетний сайт кінокритики Rotten Tomatoes дає дані, що всі 100 % (11 критиків) дали позитивні відгуки про фільм.